# 1956 في الأردن
تسرد المقالة الأحداث التي حدثت خلال عام 1956 في الأردن.

## شاغلي المناصب
- الملك: الحسين
- رئيس الوزراء:
  - حتى 8 كانون الثاني / يناير: إبراهيم هاشم
  - من 8 كانون الثاني / يناير حتى 22 أيار / مايو: سمير الرفاعي
  - من 22 أيار / مايو حتى 1 تموز / يوليو: سعيد المفتي
  - من 1 تموز / يوليو حتى 29 تشرين الثاني / أكتوبر: إبراهيم هاشم
  - من 29 تشرين الثاني / أكتوبر: سليمان النابلسي

## مواليد
- 28 مايو: خالد مشعل